# Твердики
Твердики — деревня в Можайском районе Московской области в составе сельского поселения Дровнинское. Численность постоянного населения по Всероссийской переписи 2010 года — 37 человек. До 2006 года Твердики входили в состав Дровнинского сельского округа.
Деревня расположена на западе района, примерно в 12 км к западу от Уваровки, на правом берегу малой речки Рогатенка (правый приток Москва-реки), высота центра над уровнем моря 249 м. Ближайшие населённые пункты — примыкающий на юге посёлок Цветковский и Дровнино в 1 км на запад.